# Гарел
Гарел (њем. Garrel) општина је у њемачкој савезној држави Доња Саксонија. Једно је од 13 општинских средишта округа Клопенбург. Према процјени из 2010. у општини је живјело 13.015 становника. Посједује регионалну шифру (AGS) 3453008.

## Географски и демографски подаци
Гарел се налази у савезној држави Доња Саксонија у округу Клопенбург. Општина се налази на надморској висини од 20 метара. Површина општине износи 113,3 km². У самом мјесту је, према процјени из 2010. године, живјело 13.015 становника. Просјечна густина становништва износи 115 становника/km².

## Међународна сарадња
| Мјесто | Држава    | Врста сарадње | Од    |
| ------ | --------- | ------------- | ----- |
| Блере  | Француска | партнерство   | 1966. |
| Извор  |           |               |       |